# وثيقة قصف الجزيرة
في 22 نوفمبر 2005 أوردت صحيفة دايلي ميرور البريطانية في صفحتها الأولى مقتطفات من وثيقة بريطانية سرية تؤكد اطلاع جورج بوش رئيس الولايات المتحدة الأميركية لطوني بلير رئيس وزراء بريطانيا في اجتماعهما في البيت الأبيض 16 ابريل 2004 على خطة لضرب مكاتب محطة الجزيرة الإأخبارية في قطر وخارجها بالصواريخ أو المتفجرات. وورد في تلك الوثيقة أن بلير حذر بوش من الإقدام على مثل هكذا عمل لأنه سيثير الرأي العام الدولي. وقد طالبت الجزيرة في مذكرة لها بلقاء بلير ونشر تفاصيل تلك الوثيقة. يجدر بالذكر أن الحكومتين لم تعطيا تفصيلاً كاملاً إلى الآن فيما إذا كانت الوثيقة تحتوي على حقيقة واقعة أم غير ذلك، في نفس الوقت حذرت الحكومة البريطانية كل المؤسسسات الصحفية بعدم نشر أي معلومات إضافية عن هذا الخبر.
وإذا ما صحّت هذه القصة فسيكون ذلك صدمة لوكالات الصحافة الغربية والعالمية، وستطرح أسئلة أخرى عن مدى صدق التفسيرات الأمريكية باستهداف مكاتب الجزيرة في العراق لعام 2003 وكابول لعام 2001.

## وصلات خارجية
- تفاصيل وثيقة قصف الجزيرة
- الجزيرة تنتظر ردا بريطانيا أميركيا على تقرير ديلي ميرور
- الخبر الأصلي من صحيفة دايلي ميرور - (باللغة الإنجليزية)